# مقياس متعدد الأغراض

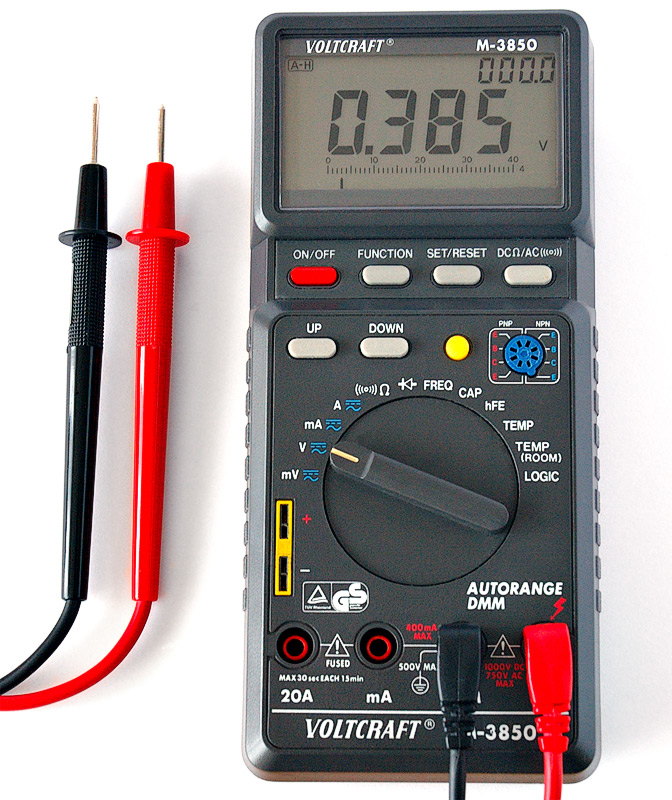
مقياس متعدد رقمي

المقياس متعدد الأغراض أو الملتميتر (بالإنجليزية: Multimeter)‏ هو جهاز قياس إلكتروني متكامل يحتوي على عدد من أجهزة القياس ضمن جهاز واحد، هذا الجهاز الرقمي يُمكن أن يكون بتصميم تماثلياً يُشبه مؤشرالجلفانومتر.
يحوي هذا الجهاز الشامل على الأجهزة التالية بالشكل الأساسي:
- مقياس التيار الكهربائي
- مقياس الجهد الكهربائي
- مقياس المقاومة الكهربائية

من أشهر الشركات المصنعة للمقاييس الرقمية شركة تيكترونيكس .

## أصل التسمية
يُسمى مقياس متعدد الأغراض وفقاً معجم مصطلحات الهندسة الكهربائية والإلكترونية والاتصالات في مجمع اللغة العربية بدمشق :«مقياس متعدد الأغراض: جهاز مصمم لقياس التيار أو الجهد الكهربائي، وأيضًا المقاومة على عدة مجالات من القياس»  وهو كذلك وفقاً لقاموس المصطلحات الإلكترونية المشروحة: «المقياس المتعدد هو أداة فحص إلكترونية تستطيع أداء مهام متعددة مثل قياس جهد أو تيار أو مقاومة...إلخ» 

## خواص إضافية
هناك خواص إضافية يمكن توفرها في بعض النماذج من هذا الجهاز:
- إصدار صوت عند تمام الدائرة الكهربائية.
- قراءة رقمية بدلا من قراءة تماثلية (أنلوك).
- تضخيم لقراءات الجهد والتيار الصغيرة والمقاومة الكبيرة.
- قياس المحاثة للملفات والسعة للمكثفات الكهربائية في الدوائر الإلكترونية.
- فحص الدايودات والترانستورات المستخدمة في الدوائر الإلكترونية.
- قياس درجات الحرارة ومعايرته المزدوجات الحرارية.

يعتبر هذا الجهاز من الأجهزة المتعددة الأغراض، حيث يمكنه قياس جهد التيار المتردد والمستمر وكذلك التيار والمقاومة.

## المكونات
وهذا الجهاز الإلكتروني المتعدد الأغراض المتين (أو VOM) يتكون عادةً من العناصر الآتية :
- مكبر DC ذات القنطرة المتزنة، وجهاز قياس PMMC.
- موهن في مرحلة الدخل لاختيار مدى الجهد الصحيح.
- موحد لتحويل جهد الدخل الــ AC إلى قيمة متناسبة من الــ DC.
- بطارية داخلية، ودائرة أُخرى إضافية تعطي القدرة على قياس المقاومة.
- مفتاح وظيفي لاختيار الوظائف القياسية المختلفة لجهاز القياس مثل الجهد، التيار، المقاومة.

كما يزود الجهاز عادةً بمصدر قدرة داخلية للعمل على مصادر التغذية AC وفي معظم الحلات يزود ببطارية أو أكثر للعمل كجهاز نقال.

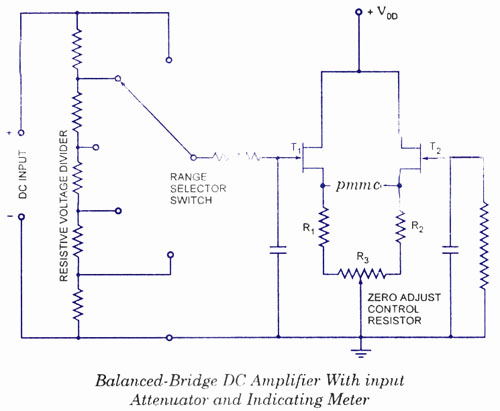
الرسم التخطيطي لمكبر DC ذو قنطرة اتزان، ومستخدماً ترانزستورات ذات مجالين فعالين، موضح جانباً، ويلاحظ استخدام ترانزستورين ذو مجالين فعالين، سوف يتواءم مع كسب التيار ليحقق اتزان الدائرة الحراري، وهذين الترانزستورين إضافةً إلى مقاومات المصدر R_{1} ، R_{2}، مع مقاومة ضبط الصفر R_{3}، يكونون دائرة القنطرة، ويوصل جهاز قياس PMMC بين أطراف مصدري الترانزستور، وممثلين الركنين المتقابلين للقنطرة.

والرسم التخطيطي لمكبر DC ذو قنطرة اتزان، ومستخدماً ترانزستورات ذات مجالين فعالين، موضح جانباً، ويلاحظ استخدام ترانزستورين ذو مجالين فعالين، سوف يتواءم مع كسب التيار ليحقق اتزان الدائرة الحراري، وهذين الترانزستورين إضافةً إلى مقاومات المصدر R1 ، R2، مع مقاومة ضبط الصفر R3، يكونون دائرة القنطرة، ويوصل جهاز قياس PMMC بين أطراف مصدري الترانزستور، وممثلين الركنين المتقابلين للقنطرة.
وفي حالة غياب إشارة الدخل، فإن أطراف البوابة للترانزستورين تكون عند جهد الأرض، وتعمل الترانزستورات في حالة تماثل هادئ، وفي الحالة المثالية لن يمر تيار خلال جهاز قياس PMMC، لكن في الواقع وبسبب عدم التطابق الكامل بين الترانزستورين، وكذلك الفرق الطفيف في قيم المقاومات المختلفة، يمر تيار يجعل حركة جهاز القياس تنحرف عن وضع الصفر، ويقلل هذا التيار للصفر بواسطة مقاومة ضبط الصفر R3، وتكون القنطرة متزنة في هذه الحالة.
ومع وجود إشارة دخل موجبة على بوابة ترانزستور الدخل T1 يزيد تيار السحب مسبباً ارتفاع الجهد على أطراف المصدر، ونتيجة عدم الاتزان بين جهدي المصدر للترانزستورين يتضح بواسطة حركة جهاز القياس الذي يعاير تدريجه بدلالة قيمة جهد الدخل المسلط.
ويحدد أقصى جهد يمكن أن يُسلط على الترانزستور T1، بمدى عمله، والذي عادةً ما يكون في حدود فولتات قليلة، ويمكن زيادة مدى القنطرة ببساطة وذلك باستخدام موهن دخل أو مفتاح المدى، حيث يُسلط جهد الدخل الــ DC المجهول، من خلال مقاومة كبيرة في جسم المجس إلى مقاومة مقسم الجهد.
الجهد على بوابة دخل الترانزستور T1 سوف يُعرف عبر مقاومة 8MΩ من المقاومة الكلية والتي قيمتها 11.3MΩ، ويتم ترتيب الدائرة بحيث يعطي جهاز القياس PMMC أقصى انحراف مع 3V المسلطة على طرف المجس.
وعند وضع مفتاح المدى في الوضع 1200V، فإن جهد البوابة سوف يظهر عبر المقاومة 20KΩ من المقاومة الكلية 11.3MΩ وقيمة جهد الدخل 1200V سوف يعطي أقصى انحراف لجهاز القياس.

## قياس المقاومة بواسطة جهاز القياس المتعدد
عندما يوضع المفتاح الوظيفي لجهاز القياس المتعدد الاستخدام في الوضع OHM فإن المقاومة المجهولة توضع على التوالي مع بطارية داخلية، وجهاز القياس PMMC سوف يقيس ببساطة الهبوط في الجهد عبر المقاومة 

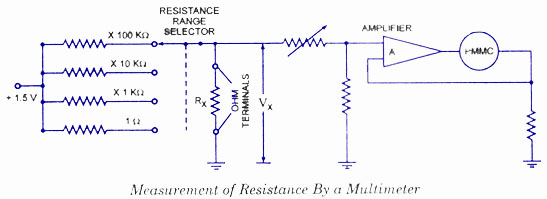
قياس المقاومة بواسطة جهاز القياس الإلكتروني المتعدد

والدائرة المماثلة موضحة بالشكل، وفي مثل هذه الدائرة فإن شبكة مقسم منفصلة، تستخدم فقط عند قياس مقاومة معطية عدد من مديات المقاومة المختلفة، وفي حالة توصيل المقاومة المجهولة Rx لأطراف OHMS لجهاز القياس المتعدد الاستخدام فإن البطارية تعطي تيار يمر خلال أحد مقاومات المدى، ثم المقاومة المجهولة فالأرض، والهبوط في الجهد عبر المقاومة المجهولة Rx هو Vx وسوف يسلط على دخل مكبر القنطرة، فينحرف مؤشر جهاز القياس PMMC، وحيث أن الهبوط في الجهد عبر المقاومة المجهولة Rx يتناسب مباشرة مع قيمة المقاومة، فإن قيمة تدريج جهاز القياس يمكن معايرته بدلالة KΩ.
وهناك نقطة جديرة بالتنبيه، هي أن الجهاز يبين الزيادة في المقاومة بحركة المؤشر من اليسار إلى اليمين، بينما جهاز قياس المقاومة العادي يقيس الزيادة في المقاومة المتحركة من اليمين إلى اليسار، والسبب أن جهاز القياس المتعدد الإلكتروني يقرأ المقاومة الأكبر كجهد أكبر، بينما جهاز القياس المتعدد العادي يبين المقاومة الأعلى كتيار أقل.